# Pseudomunt
Een pseudomunt is  een muntachtige penning zonder betalingsfunctie, dus geen geld. Pseudomunten worden niet aangemunt voor de circulatie, maar voor verkoop aan muntenverzamelaars. Gevorderde verzamelaars proberen vaak geen pseudomunten in hun verzameling op te nemen, zodat de afnemers van pseudomunten grotendeels beginnende en oppervlakkige verzamelaars zijn. Mede daardoor komt het veel voor dat pseudomunten bij verkoop niet meer dan de smeltwaarde opbrengen. Uitgevers proberen daarom vaak de status van pseudomunten te verbergen door ze aan te prijzen met termen als "gelimiteerde oplage", "veel gevraagd door verzamelaars" of zelfs "investering".
Algemene karakteristiek van pseudomunten is dat ze alleen verkrijgbaar zijn voor meer dan de nominale waarde of alleen in een voorverpakte serie die voor meer dan de nominale waarde wordt verkocht. Een sterke aanwijzing dat het om een pseudomunt gaat is bijvoorbeeld dat er bij uitgifte reclame voor wordt gemaakt, dat de nominale waarde hoger is dan die van een bankbiljet uit dezelfde tijd, dat ze alleen als proefslag zijn uitgegeven of dat een anachronistisch muntmetaal (zoals zilver of goud na 1970) is gebruikt. 
Bekende uitgevers van pseudomunten zijn Franklin Mint, Italcambio, New Zealand Mint (een commercieel bedrijf dat geen circulatiemunten uitgeeft), Hollandsche Munt en Pobjoy Mint, maar ook sommige nationale munthuizen geven veel pseudomunten uit, niet noodzakelijkerwijs alleen op naam van het eigen land, maar ook op naam van mini-staten, archipel-staten en de armste ontwikkelingslanden. Voorbeelden zijn de munthuizen van Australië, Canada, China, Cuba en Frankrijk.